# Penya de les Heures
El Penya de les Heures és una muntanya de 869 metres que es troba al municipi de la Jonquera, a la comarca catalana de l'Alt Empordà.